# Peeter Cornet
Pour les articles homonymes, voir Cornet.
Peeter Cornet (Pierre, Pietro, Peter, Pieter), né à Bruxelles vers 1570-80 et mort le 27 mars 1633, est un compositeur et organiste des Pays-Bas méridionaux.

## Biographie
Nous connaissons très mal la vie de Peeter Cornet. La plupart des informations qui nous sont parvenues proviennent d'une lettre de sa veuve.
Cornet est né à Bruxelles vers 1570, au sein d'une famille de musiciens (violonistes, chanteurs et organistes). Organiste à l'église Saint-Nicolas de Bruxelles de 1603 à 1606, il devint en 1606 organiste de la cour d'Albert VII, archiduc d'Autriche, et de sa femme, l'infante Isabelle-Claire-Eugénie d'Autriche. On le retrouve chanoine à Soignies, en mars 1611, mais il quitta l'habit peu après pour se marier.
Peeter Cornet est mentionné comme organiste de la chapelle de 1612 à 1618 dans les registres de la cour parvenus jusqu'à nous. Ses collègues incluent notamment les compositeurs anglais Peter Philips (qui devint le parrain de l'un des enfants de Cornet) et John Bull, ainsi que les compositeurs flamands Géry de Ghersem et Matthijs Langhedul. Il semble que Cornet se soit également distingué comme expert et facteur d'orgues, notamment pour l'orgue de la cathédrale Saint-Rombaut de Malines, où il intervint en 1615 comme conseiller avant de signer en 1624 un contrat concernant des travaux d'agrandissement de l'instrument.

## Œuvres
Les seules œuvres de Peeter Cornet nous étant parvenues font partie de sa production pour clavier. Il s'agit d'une douzaine de pièces : sept fantaisies, deux courantes variées, une toccata et deux hymnes (l'une sur le Salve Regina et l'autre sur le Tantum Ergo).
Les fantaisies, pièces développées à la polyphonie élaborée, relèvent du genre du Ricercare italien, avec un thème présenté sous une forme différente dans chaque section. Cependant, Cornet préfère employer plusieurs sujets (jusqu'à six) ou un sujet "mixte", qu'il scindera en deux "sous-sujets" indépendants au cours du développement de la pièce.
L'influence de la musique virginale anglaise, avec des traits rapides et inattendus, ses figurations caractéristiques (quelques fantaisies présentent notamment des ornements utilisant le symbole anglais : deux barres obliques), ses sauts périlleux, ses octaves brisées typiques de l'écriture de Bull et Farnaby. L'évolution rythmique des thèmes est typique de Cornet, et présentent une grande différence de traitement par rapport à l'écriture de son contemporain Jan Pieterszoon Sweelinck, qui modifie ses sujets sous formes d'augmentations ou de diminutions de façon systématique. Peeter Cornet utilise, lui, des techniques d'augmentation et de diminution beaucoup plus variées au sein même de l'énoncé d'un sujet : ainsi, certaines notes sont doublées, d'autres triplées, d'autres gardent la même durée, etc. Il s'agit donc d'un véritable traitement thématique dans le sens moderne du terme.
Les hymnes, Salve Regina et Tantum Ergo, présentent toutes deux des caractéristiques similaires. La première consiste en cinq versets : les trois premiers sont des contrepoints imitatifs basés sur les amorces des phrases grégoriennes correspondantes, le quatrième présente le Cantus firmus en valeurs longues au soprano puis au ténor, et le cinquième combine le sujet et son "miroir". Comme dans les fantaisies, l'écriture inclut quelques figures de virtuosité au sein de la polyphonie.
Les deux courantes sont modelées sur le modèle anglais. L'une est suivie de trois variations.
La seule toccata de Cornet qui nous soit parvenue consiste en une brillante suite de figures virtuoses et de traits, et présente le seul exemple que nous connaissions, dans la musique de cet auteur, d'effets d'échos - technique typique des fantaisies dites « en écho » de J.P. Sweelinck.

## Éditions
- Pièces de Peter Cornet, Archives des Maîtres de l'orgue, vol. 10, éd. Alexandre Guilmant. Paris: A. Durand & Fils, 1910
- Pieter Cornet: Collected Keyboard Works, in Corpus of Early Keyboard Music XXVI, ed. W. Apel (1969).
- Peeter Cornet: Complete Keyboard Music. Monumenta Musica Neerlandica vol. XVII, Koninklijke Vereniging voor Nederlandse Muziekgeschiedenis, ed. Pieter Dirksen & Jean Ferrard (Utrecht 2001).  (ISBN 90 6375 181 8)

## Discographie
- Intégrale de l'œuvre pour orgue, en 2 disques, par Arnaud Van de Cauter.